# L'amore è... (I Profeti)
L'Amore è... è il terzo album del gruppo musicale italiano I Profeti (nella formazione composta da Claudio Belloli, Maurizio Bellini, Nazzareno La Rovere, Donato Ciletti), pubblicato dall'etichetta discografica CBS (CBS S 69033) nell'aprile 1973.

## Tracce

### Lato A
1. L'amore è... (musica: Donato Ciletti / Albino Mammoliti - Testo: Donato Ciletti. © Copyright Emi Songs Edizioni Musicali)
2. Dolce donna calda fiamma  (musica: Donato Ciletti - Testo: Adelio Cogliati. © Copyright by Sugarmusic Edizioni Musicali)
3. Un perdigiorno (musica: Maurizio Bellini / Adelio Cogliati - Testo: Donato Ciletti. © Copyright Emi Songs Edizioni Musicali)
4. Ho difeso il mio amore (Nights in White Satin) (Musica e testo originale: Justin Hayward. Testo italiano: Ettore Carrera / Daniele Pace. © Copyright 1968 by Tyler Music / M. Aromando Edizioni musicali)
5. L'amore mi aiuterà (Starman) (Musica e testo originale: David Bowie / David Robert Jones. Testo italiano: Daniele Pace. © Copyright 1968 by edizioni musicali Bewlay Bros Music / Chrysalis Music / Emi Music Publishing / Tintoretto music / BMG Rights Management Italy / Emi Music Publishing Italia / Oyez!)

### Lato B
1. Io perché io per chi (musica: Maurizio Bellini / Donato Ciletti / Nazareno Larovere / Albino Mammoliti. Testo: Donato Cliletti / Albino  Mammoliti. © Copyright by Sugarmusic Edizioni Musicali)
2. Che festa (musica: Donato Ciletti - Testo: Adelio Cogliati. © Copyright by Sugarmusic Edizioni Musicali)
3. Il porcospino (musica: Roberto Giuliani / Adelio Cogliati - Testo: Adelio Cogliati. © Copyright by Sugarmusic Edizioni Musicali)
4. Mai e poi mai (musica: Donato Ciletti - Testo: Adelio Cogliati. © Copyright by Emi Songs Edizioni Musicali)
5. L'amore è un tormento (musica: Donato Ciletti / Albino Mammoliti - Testo: Donato Ciletti. © Copyright Emi Songs Edizioni Musicali)